# Rafflesia micropylora
Rafflesia micropylora este o specie de plante parazite din genul Rafflesia, familia Rafflesiaceae, ordinul Malpighiales, descrisă de W. Meijer. Conform Catalogue of Life specia Rafflesia micropylora nu are subspecii cunoscute.